# Psi1 d'Orió
Psi¹ d'Orió (ψ¹ Orionis) és una estrella a la constel·lació d'Orió de magnitud aparent +4,87. És membre de l'associació OB que porta el seu nom, que al mateix temps forma part de l'associació estel·lar OB1 d'Orió. S'hi troba a uns 1110 anys llum de distància del Sistema Solar.
Psi1 d'Orió és una estrella blanc-blavosa de tipus espectral B1Ve amb una temperatura de prop de 25.000 K. S'inclou una gran quantitat radiació ultraviolada emesa, Psi1 d'Orió és 10.500 vegades més lluminosa que el Sol. Té un radi 6 vegades més gran que el radi solar i, amb una massa de 10,5 masses solars, supera el límit a partir del qual les estrelles exploten en forma de supernova.
La ràpida rotació de Psi1 d'Orió (la seva velocitat de rotació a l'equador és de 310 km/s) propicia que sigui una estrella Be, on existeix un disc circumestel·lar que emet radiació. Catalogada com una estrella amb embolcall, el disc apareix des de la nostra línia de visió aproximadament de perfil. És una estrella jove amb una edat inferior a 10 milions d'anys.